# Маре Дібаба
Маре Дібаба  (амх. ዲባባ ማሬ, 20 жовтня 1989) — ефіопська легкоатлетка, олімпійська медалістка, чемпіонка світу.
У 2009 році виступала за Азербайджан як Маре Ібрагімова, але пізніше повернулася в Ефіопію.
Особистий рекорд у марафонському бігові — 2:19:52 (Дубай, 2012).
Маре не є родичкою Тірунеш Дібаби.

## Виступи на Олімпіадах
| Олімпіада   | Дисципліна       | Місце |
| ----------- | ---------------- | ----- |
| Лондон 2012 | марафонський біг | 23    |
| Ріо 2016    | марафонський біг | 3     |